# Lun-II
Le Lun-II est une ancienne galéasse norvégienne hauturière reconvertie en voilier de croisière et de transport. Son port d'attache actuel est Douarnenez et son immatriculation ancienne est F67676.

## Histoire
Ce voilier hauturier, construit de façon traditionnelle en 1914 à Alesund en Norvège, a été lancé sous le nom de Lun. Il a été motorisé en 1934 pour la pêche, change plusieurs fois de propriétaires. Quelques années plus tard il bénéficie d'un rallongement de quille et prend le nom de Lun-II. En 1952, il subit une importante réfection et finit sa carrière de pêche en 1976. 
En 1982 il est racheté par un océanographe allemand et son épouse mexicaine. Il subit une longue restauration au chantier Ring-Andersen (de) à Svendborg au Danemark, avec changement de gréement et aménagements intérieurs. En 1996 le couple passe le canal de Panama et vit à bord durant une vingtaine d'années dans le port d'Ensenada au Mexique.
En 2012, Ulysse Buquen, apprend que Lun-II est en vente. Au début 2015 il le rachète et le retape avec des bénévoles. Le navire a repris la mer en 2016, affrété par la société de transport à la voile TOWT. Il est rentré en France en faisant escale à Marie-Galante pour charger du rhum, et en République Dominicaine pour du café. Il débarque sa marchandise au Port-musée de Douarnenez  en août et repart au Portugal pour prendre une cargaison de vin du Douro et d'huile d'olive. Il était présent à Temps fête Douarnenez 2018.
En 2022/2023, il est affrété pour une expédition polaire : la campagne océanique bas-carbone Drastic,.
Il est mis en vente en 2022.